# Eulophia beravensis
Eulophia beravensis är en orkidéart som beskrevs av Heinrich Gustav Reichenbach. Eulophia beravensis ingår i släktet Eulophia och familjen orkidéer. Inga underarter finns listade i Catalogue of Life.